# Шимон бар Иохай
Шимон Бар Иоха́й (акроним Рашби, ивр. שמעון בר יוחאי‎; род. начало II века — ум. около 160 года н. э.) — один из виднейших еврейских законоучителей, танна (мудрец, живший в период Мишны) четвёртого поколения, праведник, основоположник каббалы (согласно традиции). Ученик рабби Акивы. Множество раз упоминается в Талмуде. В каббалистической традиции считается автором Книги Зогар.
Его зятем был раввин Пинехас бен-Яир, придерживавшийся учения ессеев.

## Биография согласно Талмуду

### Учеба у рабби Акивы
Рабби Шимон Бар Йохай родился в семье Йохая и Сары. В возрасте 5 лет начал изучать Тору в Иерусалиме.
Вскоре после своей свадьбы отправился в Бней-Брак и тринадцать лет учился у рабби Акивы, в его иешиве (академии), не возвращаясь домой. Впоследствии открыл собственную ешиву в Сидоне, но продолжал приезжать к своему учителю, пока тот был жив. Он был настолько связан с рабби Акивой, что когда римляне посадили того в тюрьму за преподавание Торы, рабби Шимон тайно, подвергая себя опасности, пробирался туда, чтобы учиться у него. Всё время, пока рабби Шимон учился у своего учителя, он находился в тени, и никто не замечал его величия и мудрости. Однажды рабби Акива сказал ему: «Достаточно тебе, что Всевышний и я знаем о твоих силах!». Рабби Акива с большой симпатией относился к своему ученику и называл его «мой сын».
Впоследствии р. Шимон удостоился того, что изучал Тору на равных со своим великим наставником: в Мишне приведено множество дискуссий и законодательных споров между ним и р. Акивой.
Рабби Шимон был одним из пяти учеников рабби Акивы, оставшихся в живых после страшной эпидемии, которая унесла жизни 24 тысяч мудрецов. Среди учителей Рашби были также другие мудрецы Торы — рабби Йеошуа, рабби Йегуда бен Баба, но сам рабби Шимон считал, что своими знаниями и глубоким пониманием Торы он в первую очередь обязан рабби Акиве.

### Отношение к римскому правлению[5]
Во времена правления римского императора Адриана были введены жестокие законы, направленные на подавление духовной жизни еврейской общины и запрещающие соблюдение основных заповедей иудаизма.
В ответ на это на территории Израиля вспыхнуло восстание Бар-Кохбы, которое было безжалостно подавлено. Римлянами был казнен учитель Рашби рабби Акива и многие другие еврейские мудрецы.
Когда р. Акива был брошен римлянами в темницу, р. Шимон, рискуя жизнью, пробрался к нему, чтобы не прерывать совместного изучения Торы (Песахим 112а). Он стал свидетелем мучительной казни, которой был подвергнут его учитель. После смерти р. Акивы он получил смиху от р. Йеуды бен Бавы (Санхедрин 14а).
После смерти Адриана в 138 году на престол взошёл более благоволивший евреям Антоний Пий. Однако законы, введенные его предшественником, продолжали оставаться в силе.
В Талмуде приводится рассказ о том, что рабби Шимон отправился в Рим в составе делегации еврейских мудрецов, чтобы отменить постановления, запрещающие соблюдение основных заповедей иудаизма, таких как обрезание и Шаббат. Благодаря своим знаниям в области чудес Рашби смог вылечить дочь императора от душевного недуга. В благодарность император предложил мудрецам выбрать то, что они пожелают, из царской сокровищницы. Мудрецы попросили в качестве награды уничтожить антиеврейские декреты Адриана, находящиеся там.
Однако даже после отмены законов Адриана положение в Эрец-Исраэль оставалось напряженным. Любая попытка критики римских властей приводила к преследованиям.
Несмотря на грозящую опасность, рабби Шимон открыто проповедовал негативное отношение к римским властям, за что был приговорен к смерти.
В Талмуде сказано:

Рабби Йехуда, рабби Йоси, рабби Шимон и Йехуда бен Герим обсуждали вклад римлян в развитие страны. Рабби Йехуда сказал, что римляне сделали много хороших вещей — основали рынки, мосты и бани. Рабби Йоси промолчал. Рабби Шимон сказал, что все, что сделали римляне, — сделали для собственной пользы. Рынки — чтобы было место для проституток, бани — для ублажения собственного тела, мосты — для сбора пошлин. Йехуда бен Герим разболтал содержание разговора. Это дошло до властей, и они решили, что р. Йехуда должен получить повышение за то, что возвеличил римское правление, р. Йоси должен быть сослан в Ципори за то, что промолчал, а р. Шимон должен быть казнен за то, что порицал правящий режим.

### 13 лет, проведённые в пещере
После доноса и последовавшего за ним смертного приговора, вынесенного римским императором, рабби Шимон вынужден был скрыться.
Вначале он и его сын Элазар прятались в доме учения, куда жена рабби Шимона приносила им еду. Но вскоре оставаться там стало опасно и они бежали в пещеру, расположенную, по преданию, недалеко от деревни Пкиин в Галилее. Все годы, проведенные в пещере, рабби Шимон и его сын питались плодами рожкового дерева и пили воду из источника. Чтобы одежда не снашивалась, они зарывались по горло в песок, а одевались только на время молитвы. Все свои силы посвящали изучению Торы.
В книгах кабалы сообщается, что р. Шимон был одним из воплощений Моше — и как Моше, бежав от гнева фараона, достиг духовного совершенства и удостоился Божественного откровения в пустыне, так и р. Шимон бар Йохай: бежав от гнева римского императора, он удостоился величайших откровений именно во время пребывания в пустыне (Седер адорот).
Только после смерти императора и последовавшей за этим амнистии с отменой указа о смертной казни рабби Шимона они вышли из пещеры, проведя в ней 12 лет. Согласно талмуду, весть о смерти императора им передал пророк Илия, появившийся у входа в пещеру.
Первое, что они увидели — это были люди, работающие на полях. Поскольку рабби Шимон поддерживал точку зрения, согласно которой важнейшей обязанностью евреев считается постижение мудрости Торы, дарующей вечную жизнь, то он разгневался и сказал «Оставляют вечную жизнь и занимаются жизнью временной». Под их взглядом всё стало загораться. Тут же раздался голос с неба, сказавший: «Вы вышли, чтобы разрушить мой мир? Вернитесь в свою пещеру!». Там в пещере они провели ещё двенадцать месяцев. За это время они научились с пониманием относиться к простым людям и ценить их возможность исполнять заповеди.

### Ученики
У рабби Шимона были ешивы в Сидоне, а затем в Мероне и Текоа.
Среди его учеников р. Йегуда ха-Наси — составитель Мишны,
сын РашбИ — р. Элазар, р. Доста бераби Йехида, р. Закай, р. Шимон бен Элиезер, Рав — великий из амораим, р. Шимон бен Йегуда и многие другие выдающиеся мудрецы.
Для изучения скрытой части Торы рабби Шимон избрал 9 учеников. Они составили «Идра Раба» («Великое собрание»). В эту группу входили десять мудрецов: сам рабби Шимон бар Йохай, его сын рабби Элазар, рабби Аба, рабби Иехуда, рабби Йоси бар Яаков, рабби Ицхак, рабби Хизкия бар Рав, рабби Хия, рабби Йоси и рабби Иса. Мудрецы «Идра Раба» собирались в пещере, находящейся между Мероном и Цфатом. Там рабби Шимон поведал своим ученикам тайны Торы, составившие основу каббалистической книги Зогар. Сам рабби Шимон передавал знания ученикам в устной форме. Записать их он поручил рабби Абе. На основе этих записей впоследствии была создана книга «Зогар», основная книга каббалы.
Сегодня у входа в пещеру «Идра Раба» установлена мраморная доска с именами Рашби и его 9 великих учеников.

### Смерть Рашби
Рабби Шимон умер приблизительно в 160 году н. э.
По описанию, приведённому в книге «Зогар», перед своей смертью он собрал у себя дома своих учеников и раскрыл им глубочайшие тайны Торы, подобные огню. В день смерти своего учителя ученики видели пламя, окружившее дом рабби Шимона. Это пламя не позволяло приблизиться посторонним к тому месту, где учитель в последний раз передавал божественную мудрость своим ученикам. Яркий свет и огонь не прекращались весь день, и когда рассеялись, то ученики увидели, что Рашби умер. Во время похорон огненный столб сопровождал носилки с телом и остановился возле пещеры, расположенной недалеко от деревни Мерон. Рабби Шимон бар Йохай был похоронен в этой пещере. Много лет спустя там же был похоронен и его сын рабби Элазар.
Дата смерти рабби Шимона не приводится в еврейских письменных источниках, но согласно традиции день памяти Рашби отмечают восемнадцатого числа месяца Ияр, в Лаг ба-Омер. В этот день евреи всего мира зажигают костры, напоминающие яркий свет Торы. В последние десятилетия в Израиле широко распространился обычай в Лаг ба-Омер приезжать на могилу Рашби, расположенную на горе Мерон, недалеко от Цфата.

### Инцидент 2021 года
29 апреля 2021 года по меньшей мере 44 человека погибли и десятки были тяжело ранены в давке во время ежегодного паломничества на могилу Шимона бар Иохая гору Мерон во время Лаг ба-Омер. Кабинет министров ограничил, с учётом коронавирусной пандемии, число участников церемонии тысячью человек. При этом, по оценке организаторов, всего на подходах к горе в ночь на 30 апреля собралось не менее 100 000 человек (в основном евреи-харедим). Затор на скользкой горе привёл к давке с многочисленными жертвами.

## Духовное наследие
Опираясь на толкования и законодательные мнения р. Шимона, его ученики записали галахический мидраш Сифри, комментирующий две книги Торы — Бемидбар и Дварим (Санхедрин 86а).
В дальнейшем его учениками и последователями была записана также книга Зоар, ставшая основополагающим трудом каббалы. Преобладает мнение, что, эта книга, в своей основе, была создана во время многолетнего пребывания р. Шимона и Элазара в пещере (Седер адорот).
Гробница р. Шимона, расположенная на горе Мерон, недалеко от г. Цфата, издавна стала местом паломничества. Особенно много молящихся собираются там в Лаг ба-Омер — годовщину смерти р. Шимона. В этот день, в знак памяти о р. Шимоне, евреи разжигают костры по всему миру.
В трудах по каббале сказано, что в будущем, в эпоху Машиаха, закон будет установлен в соответствии с законодательными мнениями р. Шимона (Седер адорот).

## [4]Книги
Сотни раз приводятся в Гемаре высказывания рабби Шимона. Согласно талмудической традиции в любом месте в Мишне и Талмуде, где упоминается просто рабби Шимон без упоминания имени его учителя или отца, имеется в виду рабби Шимон бар Йохай.
Наиболее известна среди книг, автором которых считается рабби Шимон, книга «Зогар» — классическая книга каббалы. Она была записана по его указанию рабби Аббой уже после смерти Рашби, чтобы скрытая часть Торы сохранилась и для последующих поколений. Книга «Зогар» представляет собой развернутый комментарий к Пятикнижию и написана на арамейском языке.
Также Рашби приписывается авторство мидрашей «Сифри» и «Мехильта».

### Некоторые высказывания
- «Лучше человеку самому кинуться в горящую печь, но не унижать публично своего товарища»[20]
- «Тот, кто передает идеи, которые слышал от другого, но не упоминает их автора, нарушает запрет воровства»[21]
- «Наказание вруна в том, что он будет говорить правду, а ему не поверят»[22]
- «Человек хвалит тихо, а ругает громко»[23]
- «Тот, кто воздерживается от плохого поступка, получает вознаграждение, как будто совершил хороший поступок»[24]
- «Божественное присутствие сопровождает праведников повсюду»[25]
- «Женщина хочет выйти замуж больше, чем мужчина хочет жениться»[26]
- «Только брешь, проделанная большими, значима» (т. е. если представители элиты нарушают принятые нормы, то и простые люди начинают поступать так же)[27]